# Боб Бірс
Боб Бірс (англ. Bob Beers, нар. 20 травня 1967, Піттсбург) — колишній американський хокеїст, що грав на позиції захисника. Грав за збірну команду США.

## Ігрова кар'єра
Хокейну кар'єру розпочав 1985 року.
1985 року був обраний на драфті НХЛ під 210-м загальним номером командою «Бостон Брюїнс».
Протягом професійної клубної ігрової кар'єри, що тривала 12 років, захищав кольори команд «Бостон Брюїнс», «Тампа-Бей Лайтнінг», «Едмонтон Ойлерс» та «Нью-Йорк Айлендерс».
Загалом провів 279 матчів у НХЛ, включаючи 21 гру плей-оф Кубка Стенлі.
Виступав за збірну США.

## Статистика
| Сезон        | Клуб                          | Ліга         | Регулярний сезон | Регулярний сезон | Регулярний сезон | Регулярний сезон | Регулярний сезон | Плей-оф | Плей-оф | Плей-оф | Плей-оф | Плей-оф |
| Сезон        | Клуб                          | Ліга         | І                | Г                | П                | О                | ШХ               | І       | Г       | П       | О       | ШХ      |
| ------------ | ----------------------------- | ------------ | ---------------- | ---------------- | ---------------- | ---------------- | ---------------- | ------- | ------- | ------- | ------- | ------- |
| 1985-86      | Університет Північної Аризони | НКАА         | 28               | 2                | 22               | 24               | 58               | —       | —       | —       | —       | —       |
| 1986-87      | Університет Мену              | Х-Схід       | 38               | 0                | 13               | 13               | 45               | —       | —       | —       | —       | —       |
| 1987-88      | Університет Мену              | Х-Схід       | 41               | 3                | 11               | 14               | 72               | —       | —       | —       | —       | —       |
| 1988-89      | Університет Мену              | Х-Схід       | 44               | 10               | 27               | 37               | 53               | —       | —       | —       | —       | —       |
| 1989–90      | «Мен Марінерс»                | АХЛ          | 74               | 7                | 36               | 43               | 63               | —       | —       | —       | —       | —       |
| 1989–90      | «Бостон Брюїнс»               | НХЛ          | 3                | 0                | 1                | 1                | 6                | 14      | 1       | 1       | 2       | 18      |
| 1990–91      | «Мен Марінерс»                | АХЛ          | 36               | 2                | 16               | 18               | 21               | —       | —       | —       | —       | —       |
| 1990–91      | «Бостон Брюїнс»               | НХЛ          | 16               | 0                | 1                | 1                | 10               | 6       | 0       | 0       | 0       | 4       |
| 1991–92      | «Мен Марінерс»                | АХЛ          | 33               | 6                | 23               | 29               | 24               | —       | —       | —       | —       | —       |
| 1991–92      | «Бостон Брюїнс»               | НХЛ          | 33               | 0                | 5                | 5                | 29               | 1       | 0       | 0       | 0       | 0       |
| 1992–93      | «Провіденс Брюїнс»            | АХЛ          | 6                | 1                | 2                | 3                | 10               | —       | —       | —       | —       | —       |
| 1992–93      | «Тампа-Бей Лайтнінг»          | НХЛ          | 64               | 12               | 24               | 36               | 70               | —       | —       | —       | —       | —       |
| 1992–93      | «Атланта Найтс»               | ІХЛ          | 1                | 0                | 0                | 0                | 0                | —       | —       | —       | —       | —       |
| 1993–94      | «Тампа-Бей Лайтнінг»          | НХЛ          | 16               | 1                | 5                | 6                | 12               | —       | —       | —       | —       | —       |
| 1993–94      | «Едмонтон Ойлерс»             | НХЛ          | 66               | 10               | 27               | 37               | 74               | —       | —       | —       | —       | —       |
| 1994–95      | «Нью-Йорк Айлендерс»          | НХЛ          | 22               | 2                | 7                | 9                | 6                | —       | —       | —       | —       | —       |
| 1995–96      | «Юта Гріззліс»                | ІХЛ          | 65               | 6                | 36               | 42               | 54               | 22      | 1       | 12      | 13      | 16      |
| 1995–96      | «Нью-Йорк Айлендерс»          | НХЛ          | 13               | 0                | 5                | 5                | 10               | —       | —       | —       | —       | —       |
| 1996–97      | «Провіденс Брюїнс»            | АХЛ          | 45               | 10               | 12               | 22               | 19               | —       | —       | —       | —       | —       |
| 1996–97      | «Бостон Брюїнс»               | НХЛ          | 27               | 3                | 4                | 7                | 8                | —       | —       | —       | —       | —       |
| 1998–99      | «Провіденс Брюїнс»            | АХЛ          | 10               | 1                | 2                | 3                | 4                | —       | —       | —       | —       | —       |
| 1999–00      | «Провіденс Брюїнс»            | АХЛ          | 13               | 0                | 4                | 4                | 14               | —       | —       | —       | —       | —       |
| Усього в НХЛ | Усього в НХЛ                  | Усього в НХЛ | 258              | 28               | 79               | 107              | 225              | 21      | 1       | 1       | 2       | 22      |